# Зельманский кантон
Зельманский кантон — административно-территориальная единица АССР немцев Поволжья, существовавшая в 1922—1941 годах. Административный центр — с. Зельман.
В 1920 году в составе Ровенского уезда Трудовой коммуны немцев Поволжья был образован Ровенский район с центром в Ровном. По данным на 1 августа 1921 года в районе было 11 селений.
22 июня 1922 года Ровенский район был преобразован в Ровенский кантон. При этом к нему были присоединены 8 населённых пунктов.
В 1927 году Ровенский кантон был переименован в Зельманский кантон АССР немцев Поволжья.
В 1935 году часть территории Зельманского кантона отошла к новым Иловатскому и Лизандергейскому кантонам.
7 сентября 1941 года в результате ликвидации АССР немцев Поволжья Зельманский кантон был передан в Саратовскую область и был преобразован в Ровенский район.

## Административно-территориальное деление
По состоянию на 1 апреля 1940 года кантон делился на 12 сельсоветов:
- Бруннентальский,
- Визенмиллерский,
- Гельцельский,
- Зельманский,
- Мариенбергский,
- Ней-Варенбургский,
- Ней-Колонийский,
- Прейсский,
- Фриденбергский,
- Хомутинский,
- Циковский,
- Штреккераусский.